# Pantirejo (Kesesi)
Pantirejo is een bestuurslaag in het regentschap Pekalongan van de provincie Midden-Java, Indonesië. Pantirejo telt 2180 inwoners (volkstelling 2010).